# 斯蒂芬·斯金纳
斯蒂芬·斯金纳（Stephen Skinner，1948年3月22日—）是澳大利亚作家、编辑、出版商和演说家。他因撰写有关魔法、风水、神圣几何和炼金术的书而闻名。他出版了46本书，并被翻译成20多种语言。

## 早年生活与教育
他于1948年3月生于澳大利亚悉尼，一直在那里生活到1972年。1959年至1964年，他就读于三一语法预备学校（斯特拉斯菲尔德）和悉尼语法中学，并获得了英语一级荣誉和地理荣誉。1965年至1968年，他在悉尼大学获得了文学学士学位，主修英语文学和地理，并辅修了哲学（希腊哲学和形式逻辑）。
1967年，他在悉尼创办并主编了两本地下杂志，名为《路西法》（Lucifer）和《混沌》（Chaos）。他曾在澳大利亚贸易工业部的情报部门工作了一年（1969年），后对股票市场产生了兴趣，从而全职担任投资组合经理。之后，他又转行，到悉尼猎人山的圣约瑟夫学院，以地理硕士的身份教学（1970年），然后在悉尼技术学院（现为技术大学）任地理讲师（1971-72年）。
他于2014年在纽卡斯尔大学人文与社会科学学院获得了古典文学博士学位，其论文的主题是，埃及希腊人魔法莎草纸（公元1-5世纪）的魔法技术和设备，通过拜占庭的《魔法论》传播到16世纪至18世纪的西欧魔典，特别是《所罗门之匙》。论文后来发展成两本书：《埃及希腊魔法技术》（Techniques of Graeco-Egyptian Magic）和《所罗门魔法技术》（Techniques of Solomonic Magic）。

## 事业
他于1972年12月移居伦敦，其职业生涯也转向书籍杂志出版和计算机编程。1973年，他成立了阿斯金出版公司（Askin Publishers Ltd），并担任常务董事，以出版约翰·迪伊博士、阿格里帕·冯·内特斯海姆、帕拉塞尔苏斯、奥斯汀·奥斯曼·斯拜尔和阿莱斯特·克劳利的魔法著作。1976年，他安排对沃堡学院的原始画作进行重新拍摄，从而帮助制作了克劳利托特塔罗牌，后来美国游戏公司在当年发行的修订版中使用了这些图。
1998年，他创办并出版了《现代生活风水》（Feng Shui for Modern Living）杂志。1999年5月21日至23日，斯金纳在伦敦伊斯灵顿展览中心（Islington Exhibition Centre）组织并举办了伦敦国际风水大会（London International Feng Shui Conference，由《每日快报》联合主办）。2000年，他被《现代生活风水》杂志提名为伦敦PPA奖的年度最佳出版商。
在离开伦敦之前，斯金纳创立了一家图书出版公司，叫金窖藏出版公司（Golden Hoard Press Pte. Ltd.），专门从事魔法和风水经典著作的出版，并开始出版与大卫·兰金（David Rankine）合著的《仪式魔法的原始作品》（Source Works of Ceremonial Magic）系列。
2003年，他移居马来西亚的新山，以促进对风水的研究。2004年，斯金纳帮助在新加坡成立了国际风水协会（International Feng Shui Association）。随后在他们的年度大会上，他做了许多演讲。2015年11月14日，在新加坡举行的第27届国际易经大会（International I-Ching Conference）上，斯金纳发表了关于六十四卦和宋代风水的演讲。2018年4月，他重新推出了《现代生活风水》杂志线上版 （页面存档备份，存于），并从第1版最初的30卷和第2版的新加卷中精选了一些文章发表。2010年，他与纳瓦内塔·塔斯（Navaneeta Das）结婚，并移居到新加坡至今。

### 写作
斯金纳是西方秘契主义、魔法和风水方面书籍的作家。他的第一本书是1972年出版的、与内维尔·德鲁里合著的《寻找阿卜拉克萨斯》（Search for Abraxas），并于2013年和2016年再版。1976年斯金纳出版了《生命地球风水手册》（Living Earth Manual of Feng Shui），这是在20世纪撰写的第一本有关风水的英语著作，因此他也被誉为“将风水带到西方的人”。
在2006年，他出版了《魔法表格大全》，其中包含了800多个表格，是阿莱斯特·克劳利《Liber 777》的四倍。这些表格涉及魔法、卡巴拉、天使、占星术、炼金术、恶魔、风水、探地术、希伯来字母代码、《易经》、塔罗牌、异教徒万神殿（Pagan pantheons）、植物、香料（Perfumes）和人物对应物。
2008年，他完成了《风水罗盘指南》（Guide to the Feng Shui Compass），这是在所有语言中对中国罗盘的环进行的最详尽的研究。在最近的汉学学术期刊上有一则对该书的评论，评论者说：“斯蒂芬·斯金纳可能是认真对待风水学的最重要的西方学者。在过去的几十年中，为澄清风水在西方人眼中较为模糊的形象，他做出了重要贡献。”之后又在2013年出版了《风水的历史——公元前221年至公元2012年中国和西方古典风水的故事》（Feng Shui History: the story of Classical Feng Shui in China and the West from 221 BC to 2012 AD）。
2011年，他完成了约翰·迪伊博士一本著作的文本编辑与更正（使用原始手稿），该书名为《约翰·迪伊博士……与一些精神之间延续多年的真实与忠实的关系》（A True & Faithful Relation of what passed for many years between Dr. John Dee...and some Spirits）。这些内容于2011年发表，题为《约翰·迪伊博士精神日记（1583-1608年）》（Dr John Dee's Spiritual Diaries(1583-1608)）。除原始作品外，他还编辑了许多16至18世纪的魔法手稿，并在《仪式魔法的原始作品》系列中首次印刷。
Periplus约他写一本关于风水的咖啡桌书——《风水风格》。他在新加坡和马来西亚为外籍人士和当地华人社区设立了风水顾问。在那里，他继续写有关魔法的书，并出版了《仪式魔法的原始作品》系列。该系列的第一卷是《约翰·迪伊博士的以诺表格的实用天使魔法》（The Practical Angel Magic of Dr. John Dee's Enochian Tables），打开了17世纪天使魔法的大门。然后是《魔法之门的钥匙》（The Keys to the Gateway of Magic）和《拉德博士的Goetia》（The Goetia of Dr Rudd），这是《Lemegeton》四本书的17世纪版本，也被称为《所罗门之匙》。该系列的下一卷是最著名作品之一《所罗门至真钥匙》的三手稿版本。
他撰写了超过34本全长的出版书籍，还编辑和介绍了12本，总共出了超过46本书，主要涉及魔法和风水，也有少数几本涉及炼金术、占星术和神圣几何学。
其出版商包括Periplus、劳特里奇、塔特尔、Salamander、利韦林全球、斯特林、尼古拉斯·海斯（Nicholas Hayes）、企鹅、朱鹭出版社（Ibis Press）、西蒙与舒斯特、内在传统、金窖藏、霍尔丹·梅森（Haldane Mason）、百瑞宫、西科（Cico）、特拉法加（Trafalgar）等。
他的书籍已被翻译成20多种语言，甚至在英国、美国、澳大利亚、加拿大、南非、印度和新加坡出版了不同的英文版本，总共的版本数超过90种。他的书中有科林·威尔逊和周仰杰等人撰写的介绍。

## 出版书籍

### 魔法、西方秘契主义等方面的书
- 斯蒂芬·斯金纳; 内维尔·德鲁里（英语：Nevill Drury）.  [寻找阿卜拉克萨斯]. Neville Spearman. 1972. ISBN 978-0-9932042-4-1 （英语）.（Salamander 2013，金窖藏2016）
- 斯蒂芬·斯金纳; 弗朗西斯·金（英语：Francis X. King）.  [高级魔法技术]. Daniels. 1976. ISBN 978-0-993204234 （英语）.（内在传统1981，Affinity 2005，金窖藏2016）[24]
- 斯蒂芬·斯金纳.  [探地术的神谕——地球占卜技术]. 德文郡: Prism. 1987. ISBN 978-0907061823 （英语）.
- 斯蒂芬·斯金纳.  [陆地占星术——探地术占卜]. 悉尼: Law Book. 1980. ISBN 978-0710005533 （英语）.[25]
- 斯蒂芬·斯金纳; 弗朗西斯·K·金（英语：Francis X. King）.  [诺查丹玛斯——世界最伟大先知的预言：已实现的预言和千年及以后的预言]. 伦敦: 卡尔顿（英语：Carlton Publishing Group）. 1994. ISBN 978-0312112028 （英语）.
- 斯蒂芬·斯金纳.  [千年预言——2000年及以后的预测]. 伦敦: 卡尔顿. 1994. ISBN 978-1858680347 （英语）.
- 斯蒂芬·斯金纳; David Rankine.  [约翰·迪伊博士以诺餐桌的实用天使魔法]. 金窖藏、利韦林. 2004. ISBN 978-0-9547639-0-9 （英语）.
- 斯蒂芬·斯金纳; David Rankine.  [通往魔法之门的钥匙]. 金窖藏、利韦林. 2005. ISBN 978-0-9547639-1-6 （英语）.
- 斯蒂芬·斯金纳.  [神圣几何]. 盖亚图书（英语：Hamlyn (publishers)）/斯特林出版社. 2006. ISBN 978-1-4027-6582-7 （英语）.[26]
- 斯蒂芬·斯金纳; David Rankine.  [地狱的钥匙——圣塞浦路斯人的典礼]. 金窖藏. 2009. ISBN 978-0-9557387-1-5 （英语）.
- 斯蒂芬·斯金纳; David Rankine.  [拉德博士的歌颂——自由邪灵]. 金窖藏. 2009. ISBN 978-0-955738715 （英语）.
- 斯蒂芬·斯金纳.  [理论与实践中的探地术]. 金窖藏/利韦林. 2011. ISBN 978-0-9557387-0-8 （英语）.
- 斯蒂芬·斯金纳; David Rankine.  [所罗门至真钥匙]. 金窖藏/利韦林. 2011. ISBN 978-0-9557387-6-0 （英语）.
- 斯蒂芬·斯金纳.  [约翰·迪伊博士的精神日记（1583-1608）] 《约翰·迪伊博士与某些精神之间传递的真实和忠实关系》修订版. 金窖藏. 2011. ISBN 978-0-9557387-8-4 （英语）.
- 斯蒂芬·斯金纳.  [约翰·迪伊博士的精神日记（1583-1608）的拉丁文要点]. 金窖藏. 2012. ISBN 978-0-9568285-5-2 （英语）.
- 斯蒂芬·斯金纳; Don Karr.  [Sepher Raziel暨Liber Salomonis 1564年英语魔典]. 金窖藏. 2010. ISBN 978-0-9557387-3-9 （英语）.[27]
- 斯蒂芬·斯金纳.  [希腊埃及魔法技巧]. 金窖藏/利韦林. 2014. ISBN 978-0-9568285-6-9 （英语）.
- 斯蒂芬·斯金纳.  [希腊埃及魔法的魔法技术]. Editions Alliance Magique. 2017. ISBN 978-2-3673602-4-9 （法语）.
- 斯蒂芬·斯金纳.  [所罗门魔法技术]. 金窖藏/利韦林. 2015. ISBN 978-9810943103 （英语）.
- 斯蒂芬·斯金纳.  [魔法师表格大全] 第5版. 金窖藏/利韦林. 2015. ISBN 978-0-9547639-7-8 （英语）.
- 斯蒂芬·斯金纳; David Rankine.  [狡猾者魔典]. 金窖藏/利韦林. 2018. ISBN 978-1912212101 （英语）.
- 斯蒂芬·斯金纳; Daniel Clark.  [拉比·所罗门的《解开魔法奥秘的钥匙》埃比尼泽·西布利 译]. 金窖藏/利韦林. 2018. ISBN 978-1912212088 （英语）.
- 斯蒂芬·斯金纳; Daniel Clark. . 金窖藏/利韦林. 2019. ISBN 978-1912212033 （英语）.

### 编辑和介绍的书
- 斯蒂芬·斯金纳 (编).  [阿莱斯特·克劳利的魔法日记]. 伦敦: 红轮威瑟（英语：Red Wheel/Weiser/Conari）/Spearman. 1996. ISBN 978-0877288565 （英语）.（编辑和介绍）
- 斯蒂芬·斯金纳 (编).  [阿格里帕的第四本神秘学哲学书]. 莱克沃思: 朱鹭出版社. 2005. ISBN 978-0892541003 （英语）.（编辑和介绍）
- 斯蒂芬·斯金纳 (编).  [魔法始祖鸟]. 莱克沃思: 朱鹭出版社. 2005. ISBN 978-0892540976 （英语）.（编辑和介绍）
- 斯蒂芬·斯金纳 (编).  [迈克尔·普塞勒斯魔鬼操作]. 新加坡: 金窖藏. 2010. ISBN 978-0738723549 （英语）.（编辑和介绍）
- 斯蒂芬·斯金纳 (编).  [伏尼契手抄本——世界上最神秘和深奥的魔典完整版]. 伦敦: 沃特金斯. 2017. ISBN 978-1786780775 （英语）.（作序）[28]
- 斯蒂芬·斯金纳 (编).  [天堂两边——关于天使、堕落天使和魔鬼的短文]. Avalonia. 2009. ISBN 978-1905297269 （英语）.（撰文）
- David Rankine. 斯蒂芬·斯金纳 , 编.  [攀登生命之树——实用魔法卡巴拉手册]. Avalonia. 2005. ISBN 978-1905297061 （英语）.（作序）
- David Rankine; Paul Harry Barron. 斯蒂芬·斯金纳 , 编.  [魔法秘密合集]. Avalonia. 2009. ISBN 978-1905297207 （英语）.（编辑和介绍）
- Don Laycock. 斯蒂芬·斯金纳 , 编.  [完全以诺词典——天使语言词典]. 阿斯金. 1978. ISBN 978-1578632541 （英语）.（编辑和介绍）（威瑟，2001）
- 斯蒂芬·斯金纳 (编).  [辉煌的索利斯——世界最著名的炼金术手稿]. 伦敦: 沃特金斯. 2018. ISBN 978-1786782052 （英语）.（介绍和评论）

### 风水书籍
- [飞星风水]. 塔特尔. 2002. ISBN 978-0804834339 （英语）.[29]
- [风水指南针指南——经典风水简编]. 金窖藏/利韦林. 2008. ISBN 978-0-9547639-9-2 （英语）.
- [风水历史——公元前221年至公元2012年中国和西方经典风水故事]. 金窖藏/利韦林. 2013. ISBN 9780956828552 （英语）.
- [进阶飞星风水]. 金窖藏/利韦林. 2015. ISBN 978-1912212057 （英语）.
- [生命地球风水手册]. RKP/企鹅/阿卡纳（英语：Arkana Publishing）/Brash. 1976/1981/1991/2006. ISBN 978-9971947330 （英语）. [30]
- [KISS风水指南（简化系列）]. 伦敦: 多林金德斯利. 2001. ISBN 978-0789481474 （英语）.
- [风水——改善生活的东方传统方式]. 伦敦: 百瑞宫. 2002. ISBN 978-0752562384 （英语）.
- [风水——传统的东方方式] 带迷你罗盘的盒装套装. 伦敦: 百瑞宫. 2002. ISBN 978-0752542140 （英语）.
- [风水风格——亚洲高雅生活艺术]. 新加坡: Periplus. 2004. ISBN 978-0794602314 （英语）.[31]
- [水龙]. 金窖藏/创造空间（英语：CreateSpace）. 2016. ISBN 978-1533506894 （英语）.
- [原始八宿公式]. 金窖藏/创造空间. 2016. ISBN 978-1533507488 （英语）.
- [三和风水关键公式]. 金窖藏/创造空间. 2016. ISBN 978-1533517579 （英语）.
- [山龙]. 金窖藏/创造空间. 2016. ISBN 978-1533517654 （英语）.
- [藏族神谕]. Carroll & Brown. 2005. ISBN 978-1904760047 （英语）.